# She's in Parties
Singles de Bauhaus
Lagartija Nick (en)
(22 janvier 1983) The Sanity Assassin
(24 septembre 1983)
She's in Parties est une chanson du groupe anglais de rock gothique Bauhaus. Il sort en avril 1983 en tant que single du quatrième album studio du groupe, Burning from the Inside, chez Beggars Banquet Records.

## Postérité
La chanson est reprise par la chanteuse estonienne Kerli sur son premier EP en 2007, par le groupe anglais de heavy metal A Forest of Stars comme bonus de son troisième album A Shadowplay for Yesterdays et par le groupe anglais de new wave Isolation dans son single TRAPPIST-1 en 2017.

## Liste des pistes
45 tours
- Face A : She's in Parties - 3:45
- Face B : Departure - 4:49

Maxi 45 tours
- Face A : She's in Parties - 5:49

- Face B :
  - Here's the Dub (Special Effects by Loonatik & Drinks) - 3:18
  - Departure - 4:49

## Classements

### Classements hebdomadaires
| Classement (1983)              | Meilleure position |
| ------------------------------ | ------------------ |
| Royaume-Uni (UK Singles Chart) | 26                 |

## Source de la traduction
- (en) Cet article est partiellement ou en totalité issu de l’article de Wikipédia en anglais intitulé « She's in Parties » (voir la liste des auteurs).